# Sacramentói nemzetközi repülőtér
A Sacramentói nemzetközi repülőtér (IATA: SMF, ICAO: KSMF) az Amerikai Egyesült Államok egyik jelentős nemzetközi repülőtere. Kalifornia állam legnagyobb városában, Sacramentóban található. Éves utasforgalma 12 313 370 fő (2022).

## Légitársaságok és úticélok
2023-ban a Miami nemzetközi repülőtérről az alábbi járatok indulnak:

## Futópályák
A repülőtér futópályái:
- 16L/34R (8605 ft, 150 ft, beton)
- 16R/34L (8598 ft, 150 ft, aszfalt)

## Forgalom
Az utasforgalom az elmúlt években az alábbi módon változott:
| Utasok száma | 254 861 | 494 583 | 1 641 831 | 2 901 509 | 3 468 235 | 5 927 896 | 8 036 942 | 9 982 661 | 10 118 794 | 12 977 001 |
|              | 1957    | 1964    | 1972      | 1979      | 1986      | 1994      | 2001      | 2008      | 2016       | 2023       |

## Képgaléria

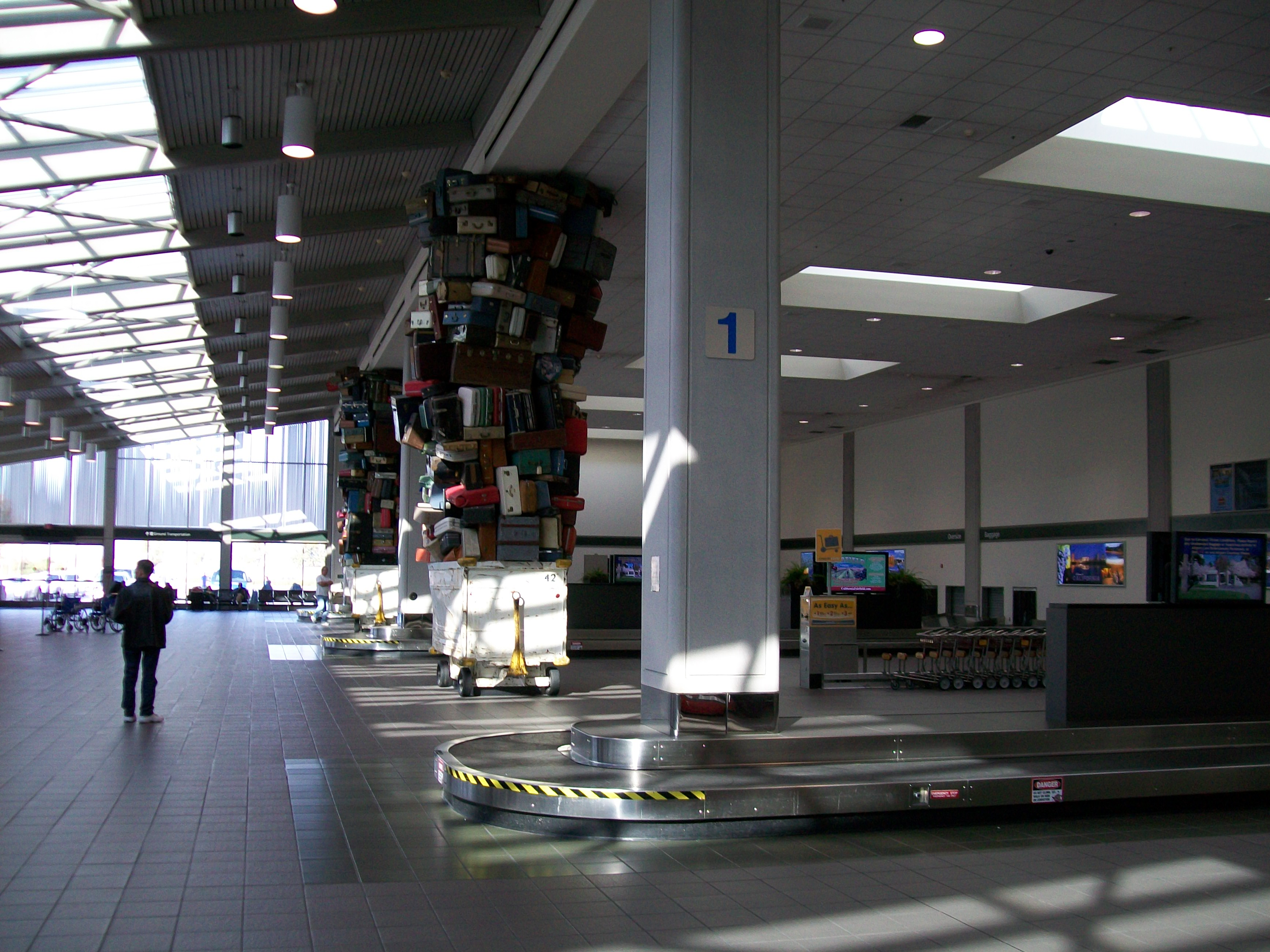
Baggage Claim at Terminal A
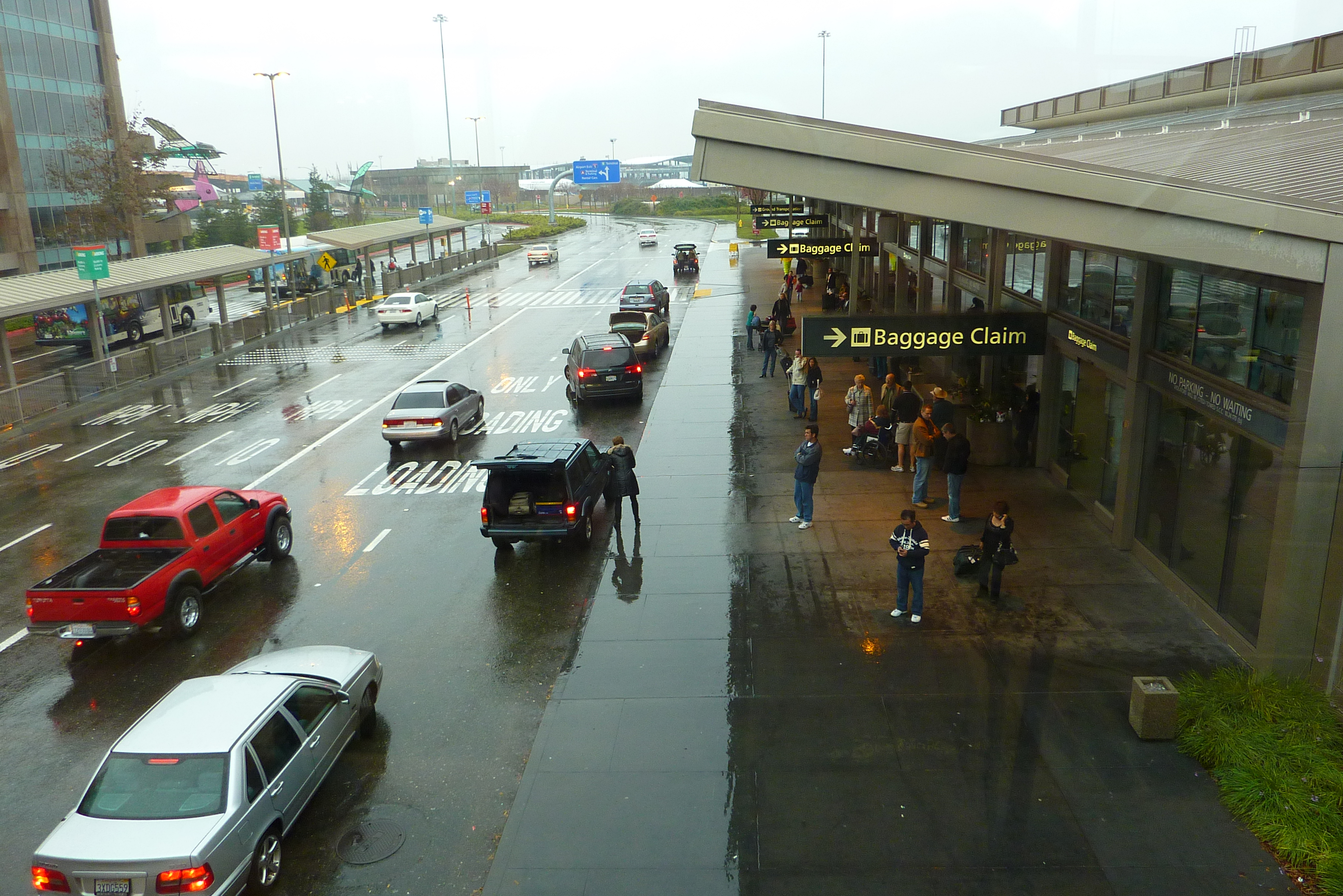
Loading Zone Terminal A
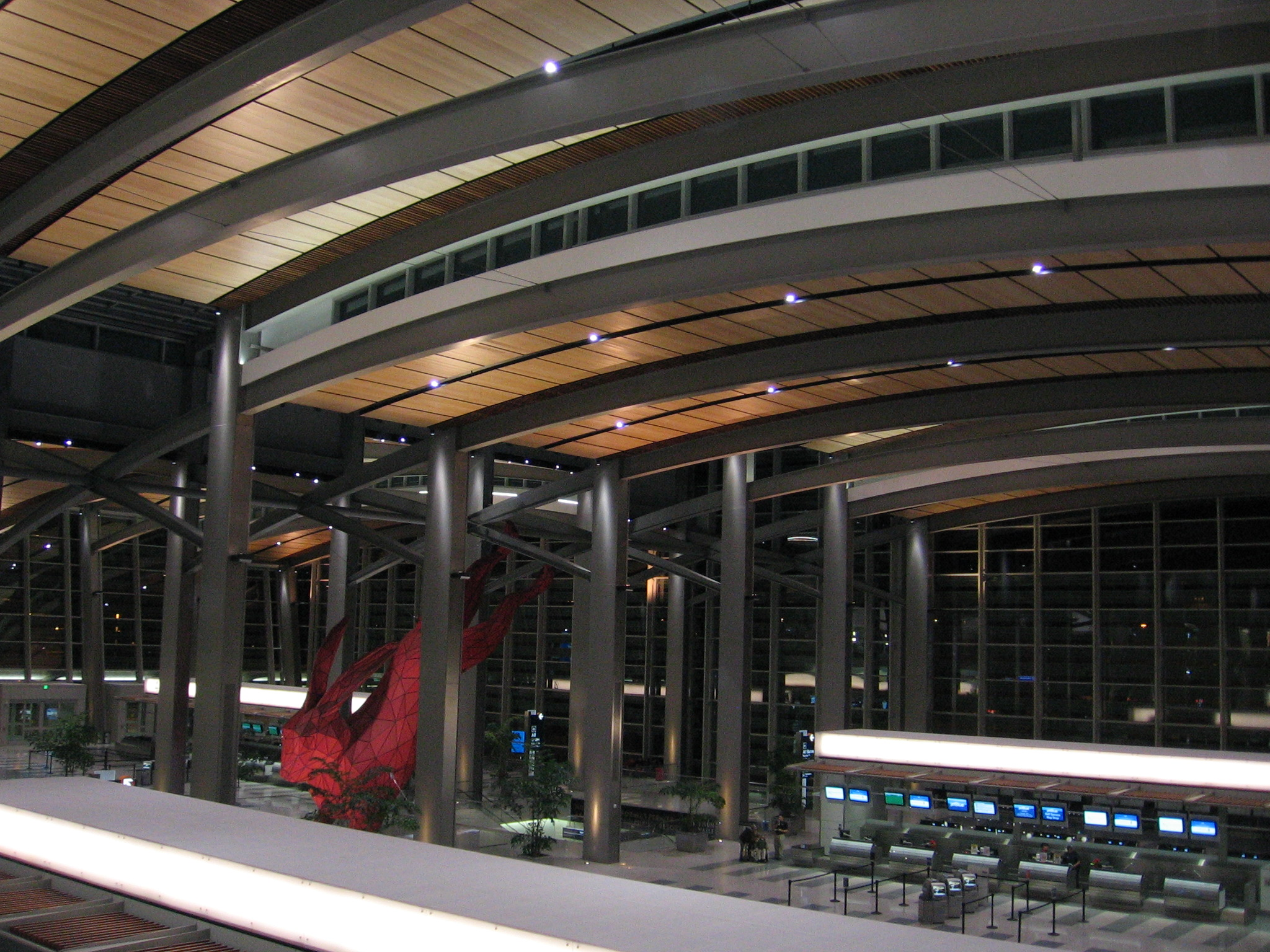
Overview of the Ticketing deck at Terminal B
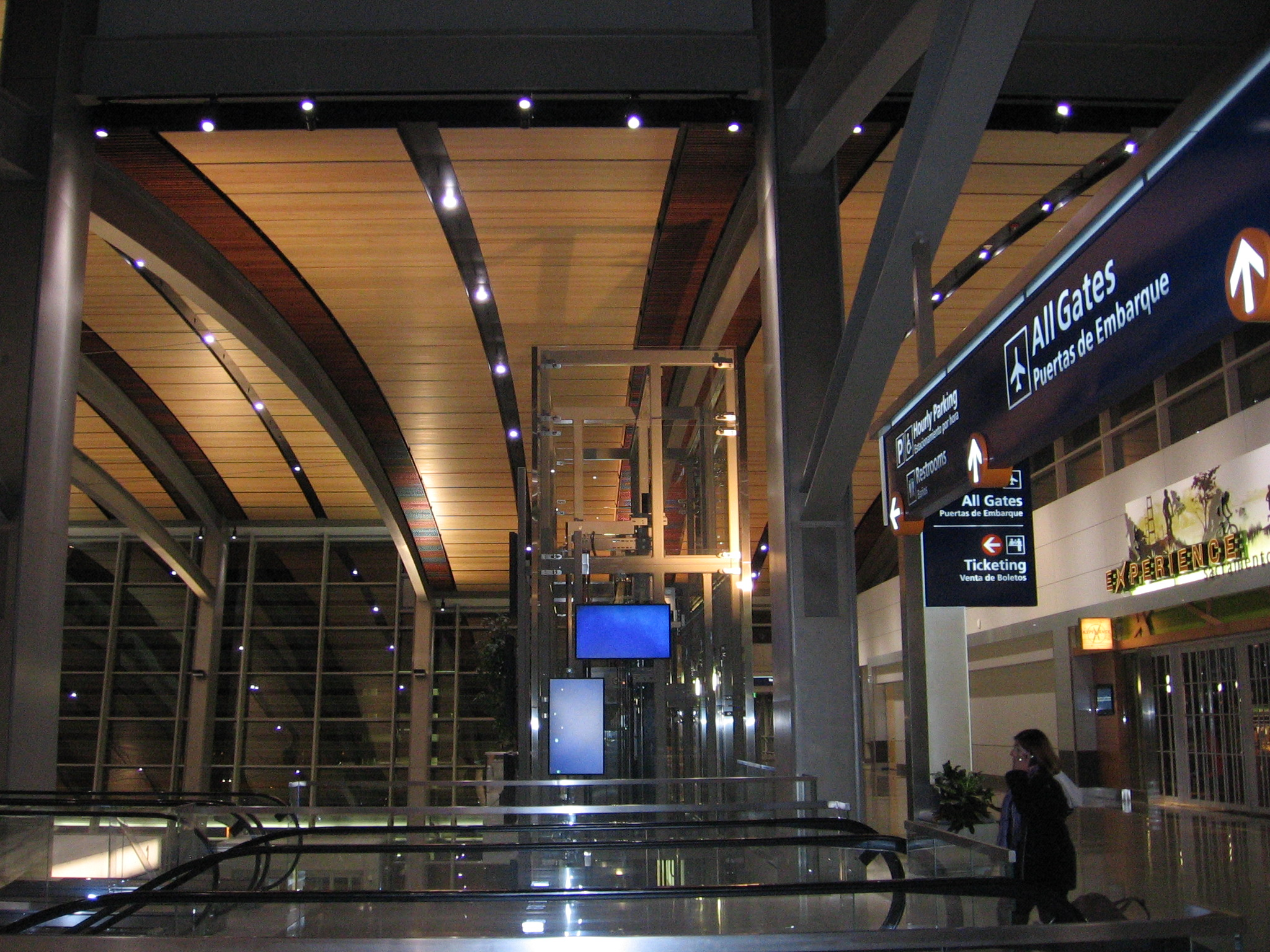
Connecter from Terminal B to Concourse Building
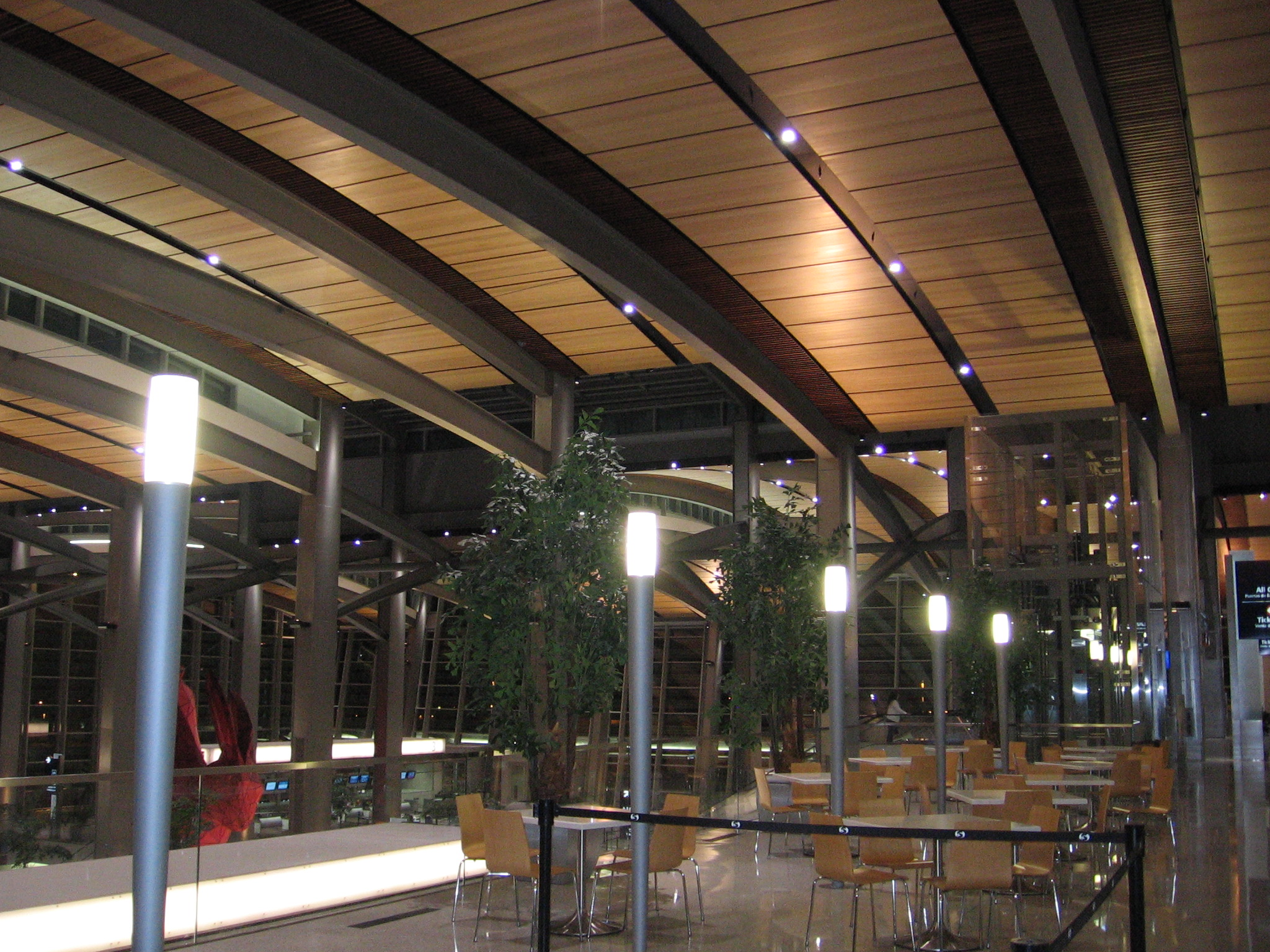
The third floor (shopping plaza) at Terminal B
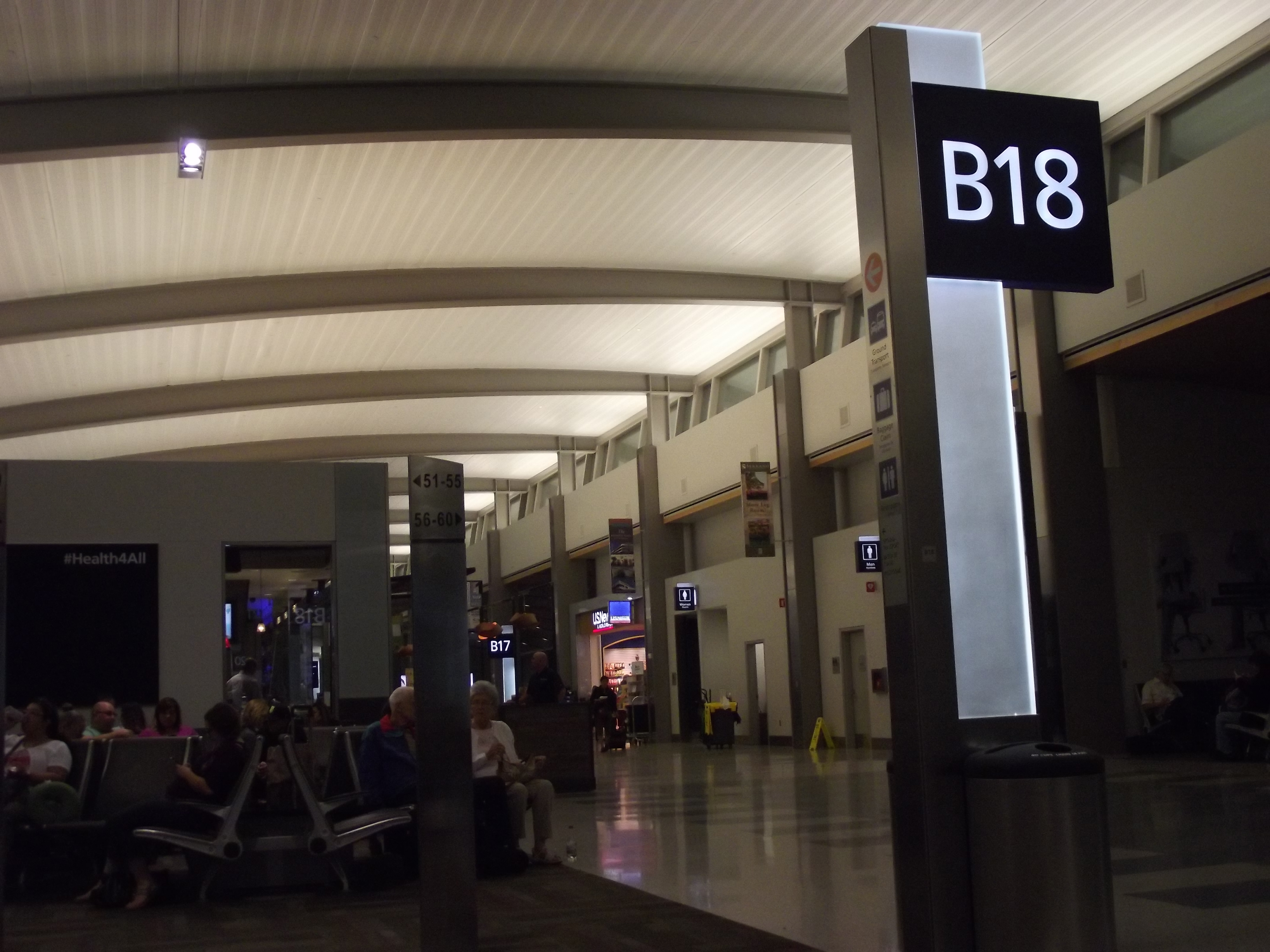
Gates at the Terminal B Concourse
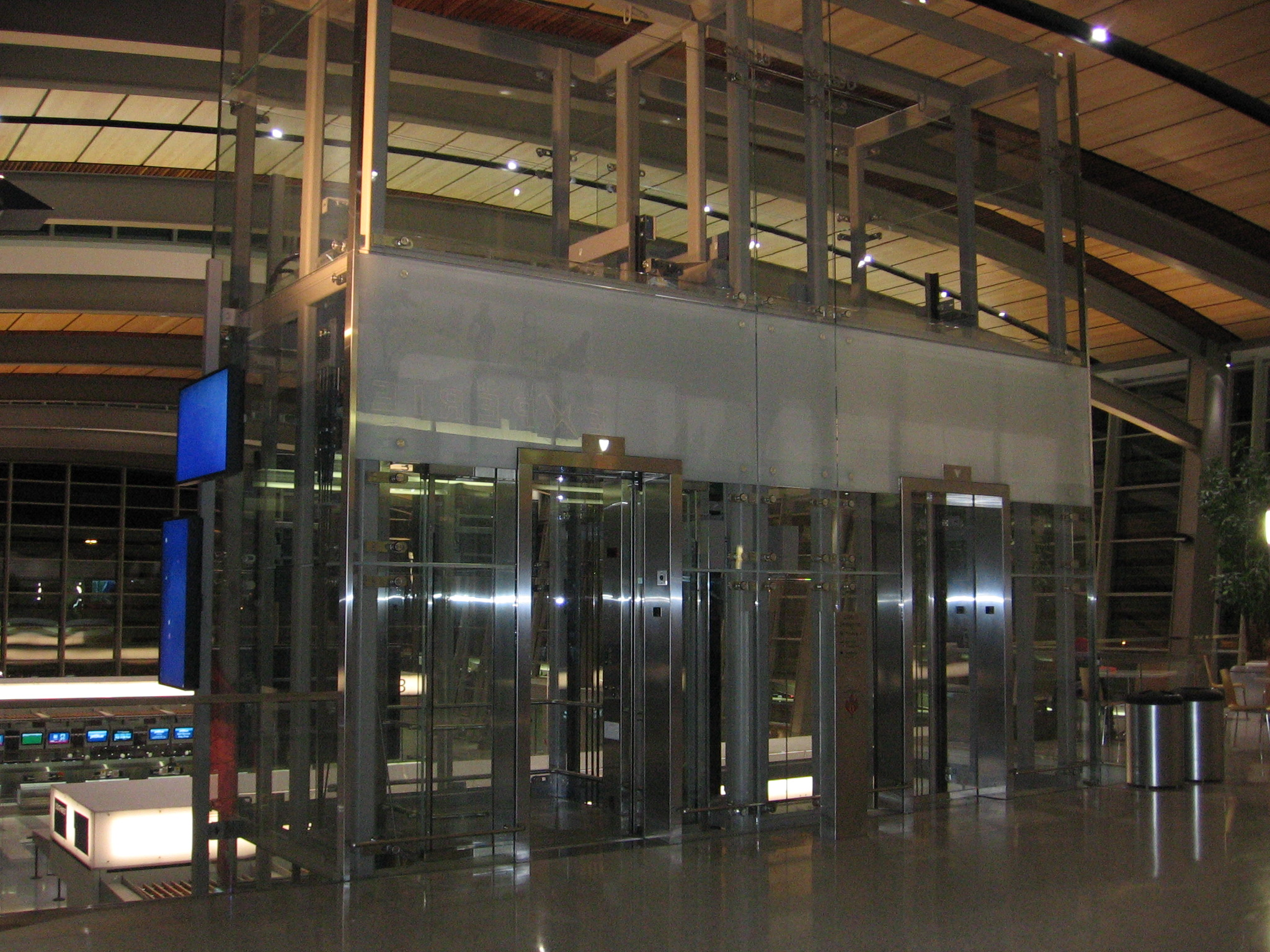
Elevators on Terminal B's third floor
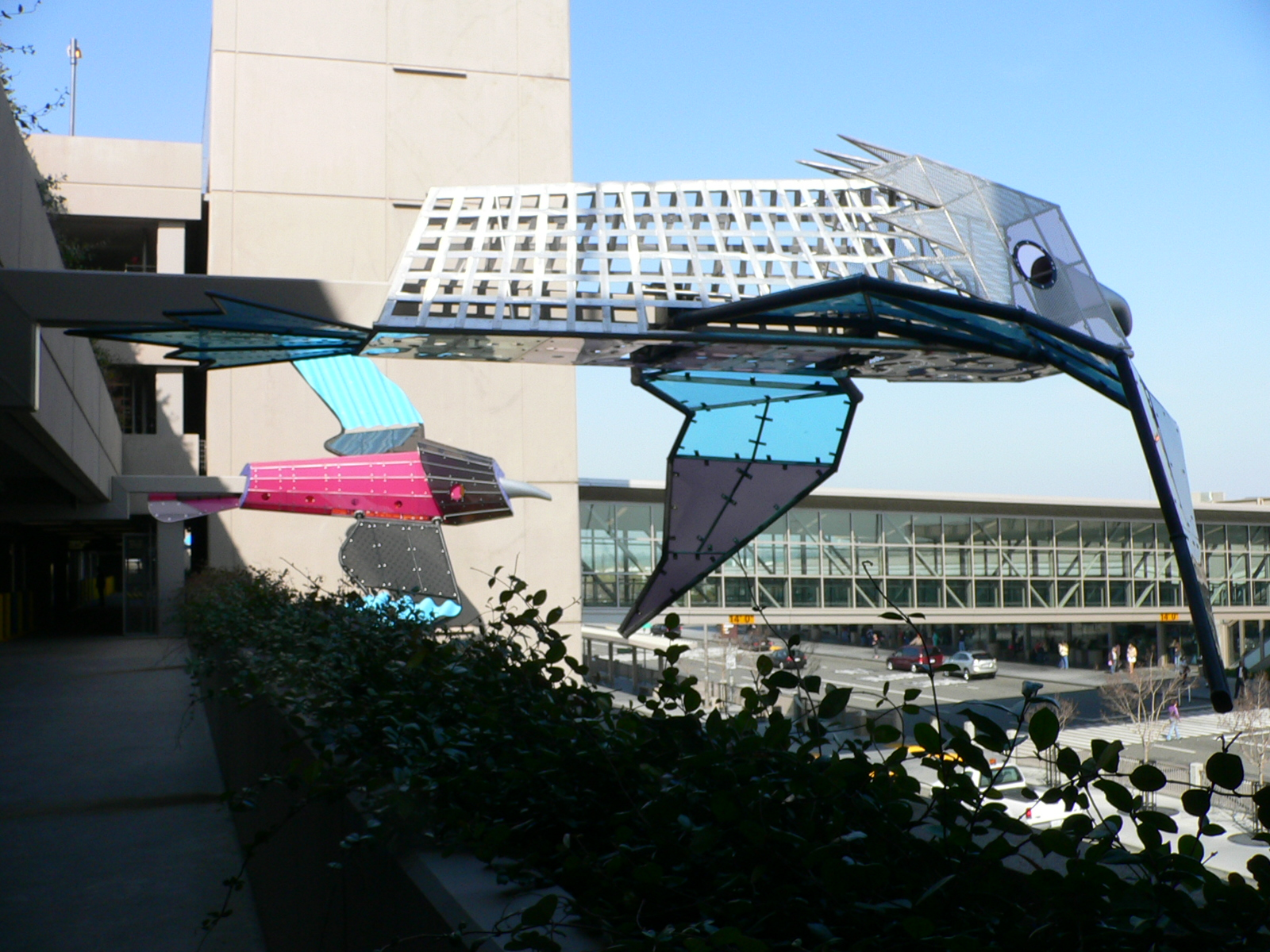
Dennis Oppenheim's "Flying Garden" installation (2005) outside the parking garage
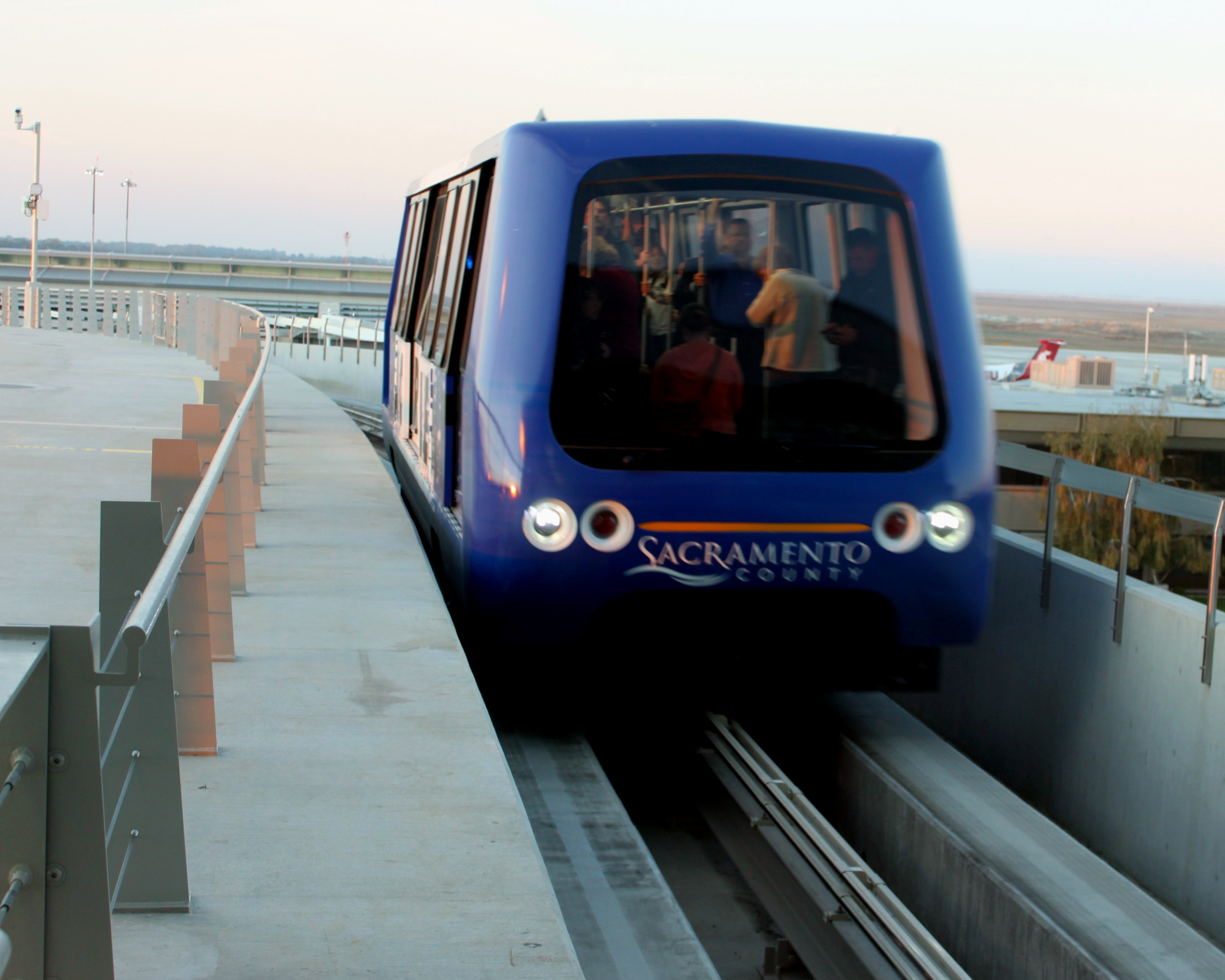
Terminal B Automated People Mover